# A Concerto Is a Conversation
A Concerto Is a Conversation é um documentário americano de 2021 dirigido por Ben Proudfoot e Kris Bowers. Foi nomeado para o Oscar de Melhor Curta Documentário no 93º Oscar.
O filme de 13 minutos é centrado nas conversas de Bowers com seu avô sobre a história pessoal e familiar. A cineasta Ava DuVernay é a produtora executiva deste filme.